# NFL Top 100
A NFL Top 100 é uma série em formato de lista anual, desde 2011, que apresenta os cem melhores jogadores da National Football League (NFL) da temporada anterior organizada pela NFL Network, e escolhidos por outros jogadores. 
As classificações são baseadas em uma pesquisa fora da temporada, na qual os jogadores votam em seus colegas com base em seu desempenho na temporada recente. Apenas jogadores que não forem aposentados na próxima temporada são elegíveis para votarem. Ao longo dos anos, apenas Tom Brady foi eleito nº1 várias vezes, bem como o único que foi eleito nº 1 em anos consecutivos (2011, 2017, 2018).

## Visão Geral
| Temporada | Temporada | Episódios | Ao Ar               | Ao Ar               | Número 1        | Número 1         | Número 1             | Ref    |
| Temporada | Temporada | Episódios | Primeira Vez        | Última Vez          | Jogador         | Posição          | Equipe               | Ref    |
| --------- | --------- | --------- | ------------------- | ------------------- | --------------- | ---------------- | -------------------- | ------ |
|           | 1         | 11        | 30 de abril de 2011 | 3 de julho de 2011  | Tom Brady       | Quarterback      | New England Patriots | [ 2 ]  |
|           | 2         | 11        | 28 de abril de 2012 | 27 de junho de 2012 | Aaron Rodgers   | Quarterback      | Green Bay Packers    | [ 3 ]  |
|           | 3         | 11        | 27 de abril de 2013 | 27 de junho de 2013 | Adrian Peterson | Running back     | Minnesota Vikings    | [ 4 ]  |
|           | 4         | 11        | 10 de maio de 2014  | 9 de julho de 2014  | Peyton Manning  | Quarterback      | Denver Broncos       | [ 5 ]  |
|           | 5         | 11        | 6 de maio de 2015   | 8 de julho de 2015  | J. J. Watt      | Defensive end    | Houston Texans       | [ 6 ]  |
|           | 6         | 11        | 4 de maio de 2016   | 6 de julho de 2016  | Cam Newton      | Quarterback      | Carolina Panthers    | [ 7 ]  |
|           | 7         | 11        | 1 de maio de 2017   | 26 de junho de 2017 | Tom Brady       | Quarterback      | New England Patriots | [ 8 ]  |
|           | 8         | 11        | 30 de abril de 2018 | 25 de junho de 2018 | Tom Brady       | Quarterback      | New England Patriots | [ 9 ]  |
|           | 9         | 11        | 22 de julho de 2019 | 31 de julho de 2019 | Aaron Donald    | Defensive tackle | Los Angeles Rams     | [ 10 ] |
|           | 10        | 11        | 26 de julho de 2020 | 29 de julho de 2020 | Lamar Jackson   | Quarterback      | Baltimore Ravens     | [ 11 ] |

## História

### Temporada 01 (2011)
A NFL Network lançou dez episódios, cada um revelando dez jogadores da lista durante a offseason de 2011. O primeiro episódio, dos jogadores classificados de #100 a #91 foi ao ar em 30 de abril de 2011. Os 10 melhores jogadores foram revelados quando o décimo episódio da lista foi ao ar em 3 de julho de 2011. A lista e a série, começou com o jogador #100 classificado, o quarterback do Washington Redskins, Donovan McNabb, e terminou quando o quarterback do New England Patriots e MVP de 2010, Tom Brady foi selecionado como o jogador número um.

### Temporada 02 (2012)
A lista da NFL Top 100 jogadores continuou para a temporada de 2012. A temporada da série ocorreu de 28 de abril a 27 de junho de 2012. A lista começou com o running back do Tennessee Titans, Chris Johnson, e terminou com a revelação do jogador número um classificado, e do MVP de 2011, Aaron Rodgers, quarterback do Green Bay Packers. Cada episódio da temporada foi seguido pelo NFL Top 100 Reaction Show, que apresentou analistas da NFL Network reagindo e expressando suas opiniões sobre os dez jogadores mais recentes revelados na lista.

### Temporada 03 (2013)
Em 2013, a temporada da série foi de 27 de abril a 27 de junho de 2013, e a lista começou com o tight end do Baltimore Ravens, Dennis Pitta. O jogador número um foi Adrian Peterson, MVP de 2012 da NFL.

### Temporada 04 (2014)
Na quarta temporada, em 2014, a temporada da série foi de 10 de maio a 9 de julho de 2014. E o jogador número um no ranking foi o quarterback do Denver Broncos, Peyton Manning.

### Temporada 05 (2015)
Em 2015, a temporada da série ocorreu de 6 de maio a 8 de julho de 2015. E o jogador número um classificado em 2015 foi o defensive end do Houston Texans, J. J. Watt. Este foi o primeiro ano em que um jogador defensivo ficou em primeiro lugar. Foi também a primeira vez que o jogador em primeiro lugar não foi o melhor jogador defensivo da liga. O MVP daquele ano, Aaron Rodgers, ficou em segundo lugar.

### Temporada 06 (2016)
A série voltou para a temporada de 2016 e ocorreu entre 4 de maio a 6 de julho de 2016. O jogador número um foi o quarterback do Carolina Panthers, Cam Newton. Marcell Dareus e Steve Smith caíram do Top 100, mas estavam na lista de menções honrosas ao lado de Jameis Winston.

### Temporada 07 (2017)
Em 2017, a temporada foi entre 1 de maio a 26 de junho de 2017. O jogador número um foi o quarterback do New England Patriots, Tom Brady, tornando-se o primeiro jogador a ser eleito o número 1 mais de uma vez. Foi também a segunda vez que o jogador nº 1 não foi o MVP da liga. Matt Ryan, MVP daquela temporada, ficou em décimo lugar.

### Temporada 08 (2018)
Na sua oitava temporada, que ocorreu entre 30 de Abril e 25 de Junho de 2018, o jogador número um foi pela primeira vez, pelo segundo consecutivo, entregue ao mesmo jogador, o quarterback do New England Patriots, Tom Brady. 

### Temporada 09 (2019)
Ocorrida entre 22 a 31 de julho de 2019, a lista de 2019 teve como seu jogador número o defensive tackle do Los Angeles Rams, Aaron Donald.

### Temporada 10 (2020)
Na temporada mais recente, a série teve sua temporada entre 26 de Julho e 29 de Julho; e o jogador número foi o quarterback do Baltimore Ravens, Lamar Jackson.